# Jesús Jet Turiño

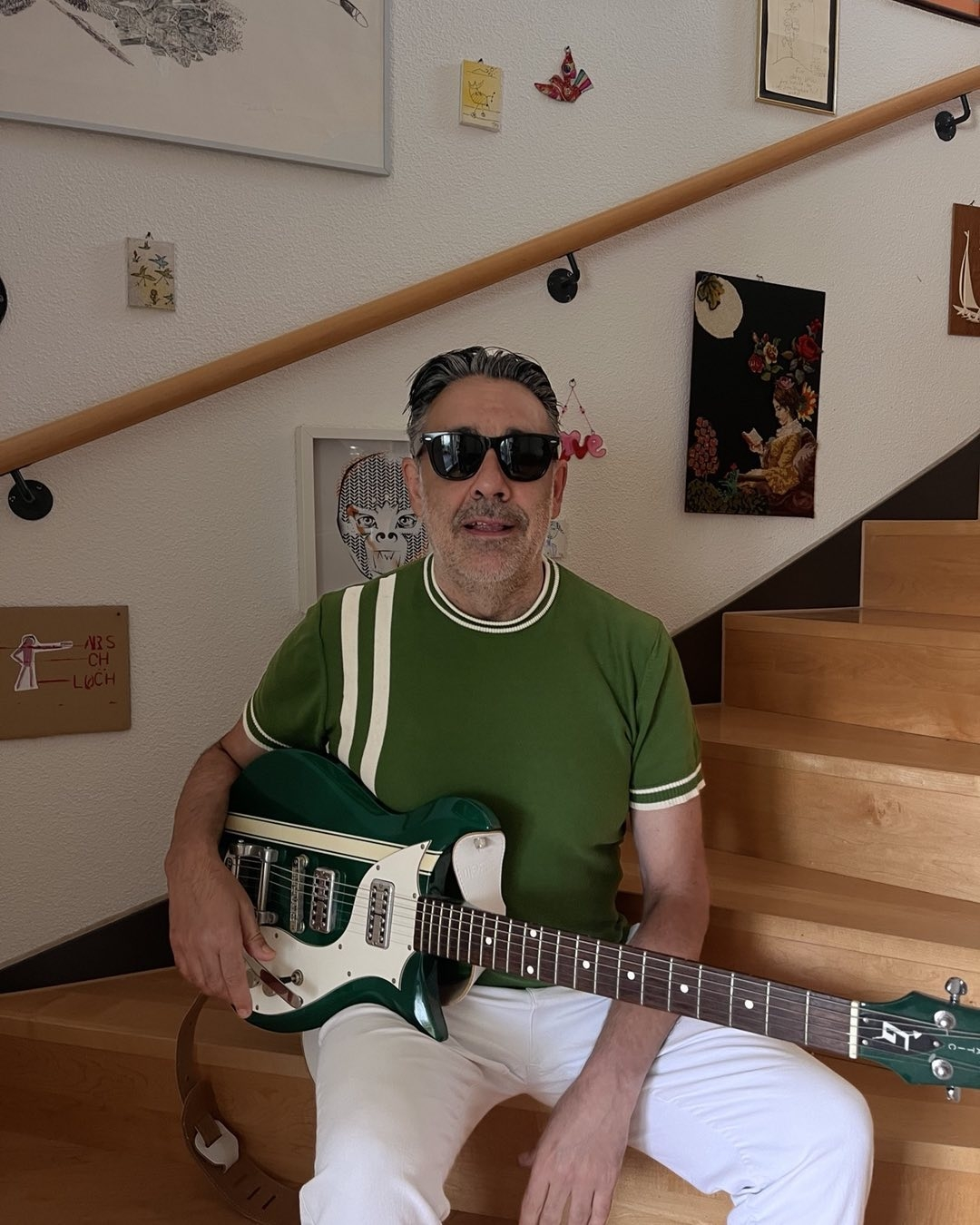
Jet Turino with his Gretsch Corvette

Jesús „Jet“ Turiño (* 25. Dezember 1966 in Willisau, Pseudonym: Jet Turino) ist ein schweizerisch-spanischer Musiker. Turiño lebt und arbeitet in Luzern und A Coruña.

## Leben und Wirken
Turiño bewegt sich im Spannungsfeld zwischen Rock, Free Jazz und improvisierter Musik. Mit „the fabulous dance machine“ lotet er in wechselnden Besetzungen die Grenzen zwischen tanzbarer und improvisierter Musik aus. Mit diesem Projekt spielte er unter anderem am Jazz Festival Willisau oder am LEM Festival in Barcelona.
Neben seinem Soloprogrammen mit Bass und Electronics arbeitet er in diversen Projekten als Bassist oder Elektromusiker mit Musikerinnen und Musikern wie Bruno Amstad oder Fredy Studer zusammen. In seinem Rockprojekt «jet turino» ist er als Komponist, Crooner und Gitarrist tätig.
Neben seiner Rockband ist Jet Turino aktuell in diversen Projekten an der Schnittstelle zwischen Rock, Freejazz und improvisierter Musik aktiv.

## Diskographie (Auszug)
- Real Jesus: live@cargo, Self-released, 2002
- Krankenzimmer 204: Raptus (Mixing&Mastering, Co-Produktion), Self-released, 2004[4]
- Jet Turino Feat. Atùn, Ton & Txema: Mecaguen, Various Artist, Expedition_1, Everest Records, 2005[5]
- jet turino and the fabulous dance machine: Live in Willisau, Everest Records, 2009[6]
- Les yeux sans visage: New Age (Jet Turino Remix), Little Jig, 2009[7]
- Badabum: Reanimation, Unit Records, 2012[8]
- Jet Turino: Jet Turino, Little Jig Records, 2013[9]